# Shermans Marsch zum Meer
Griswoldville – Buck Head Creek – Honey Hill – Waynesborough – Fort McAllister
Shermans Marsch zum Meer, auch Savannah-Feldzug genannt, war eine militärische Operation des Unionsheeres geführt vom Oberbefehlshaber des westlichen Kriegsschauplatzes Generalmajor William T. Sherman während des Amerikanischen Bürgerkrieges. Sie dauerte vom 15. November bis 21. Dezember 1864. Dabei marschierten die Tennessee-Armee und die Georgia-Armee von Atlanta kommend rund 460 Kilometer nach Savannah, Georgia. Während des Feldzuges hinterließen die Truppen verbrannte Erde. Der Erfolg der Operation hatte einen starken Einfluss auf den Ausgang des Bürgerkrieges.

## Ablauf
In zwei Briefen an William T. Sherman erteilte Ulysses S. Grant im April 1864 die Befehle für den Feldzug. Sherman, dem dazu 98.797 Soldaten zur Verfügung standen, sollte Joseph E. Johnstons Tennessee-Armee zerschlagen, so tief wie irgendmöglich in das Gebiet der Südstaaten vorstoßen und möglichst alle kriegswichtigen Ressourcen der Konföderierten zerstören.

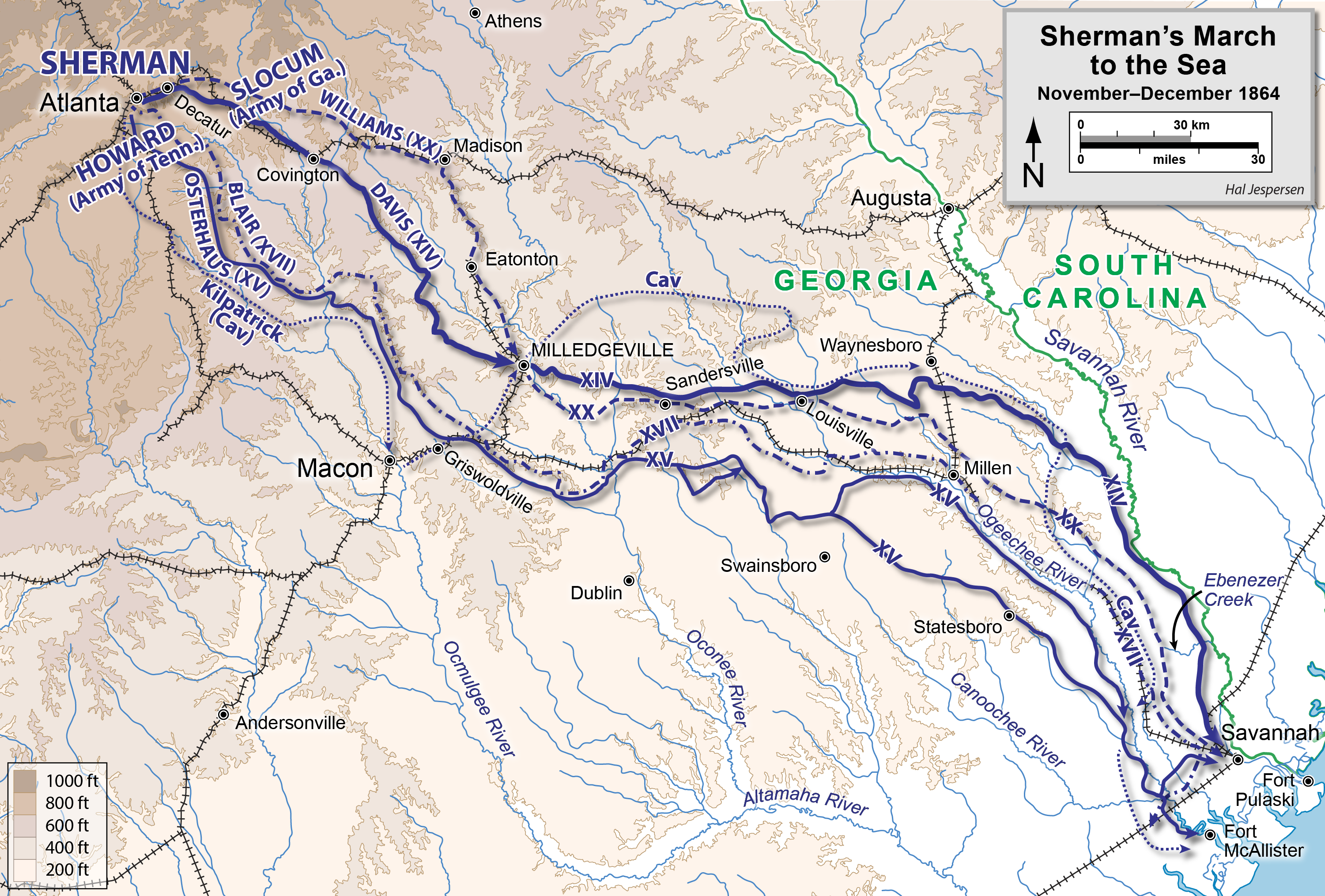
Karte von Shermans Vorstoß nach Savannah

Sherman führte auf seiner Expedition nur eine Auswahl seiner Soldaten mit, insgesamt gut 62.000 Mann. Darunter waren 55.000 Mann Infanterie, 5.000 Mann Kavallerie und 2.000 Kanoniere mit 64 Kanonen. Die Einheiten wurden in zwei Gruppen geteilt, den rechten Flügel bildete die Army of Tennessee unter Oliver O. Howard. Den linken Flügel bildete die Georgia-Armee unter Henry W. Slocum. Eine Kavallerie-Division unter Judson Kilpatrick unterstützte die Flügel und war Sherman selbst unterstellt. Durch die Aufteilung in Gruppen und wechselnde Marschrichtungen blieb den Konföderierten das eigentliche Ziel des Feldzuges zunächst verborgen.
Sherman führte seinen Feldzug mit Rücksichtslosigkeit und setzte Gewalt und Zerstörung gezielt ein, um den Gegner zu demoralisieren. Um den Konföderierten die Verfolgung zu erschweren, brannte Sherman Atlanta nieder, das er seit zwei Monaten besetzt gehalten hatte. Auf seinem Weg an die Küste zerstörte er jegliche Infrastruktur. Die Soldaten wurden angehalten, sich selbst vor Ort zu versorgen. Dies führte zu zahlreichen Plünderungen. Die Konföderierten hatten Schwierigkeiten, sich effektiv gegen Shermans Taktik des totalen Krieges zu verteidigen. Viele Truppen zogen es vor, sich zurückzuziehen oder zu entkommen, anstatt offene Schlachten zu führen.
In der Schlacht von Griswoldville am 22. November 1864 in Georgia versuchten die Konföderierten unter der Führung von General William Hardee, Shermans Vormarsch zu stoppen. Obwohl die Konföderierten tapfer kämpften, wurden sie letztendlich von den überlegenen Unionstruppen besiegt. Widerstand leisteten die Konföderierten auch in der Schlacht von Fort McAllister am 13. Dezember 1864 in der Nähe von Savannah. Die Festung kontrollierte den Zugang zum Savannah River und war eine wichtige Verteidigungsstellung der Konföderierten. Sherman führte einen Angriff auf das Fort, um den Fluss zu überqueren und Savannah einzunehmen. Nach einem kurzen, aber intensiven Angriff gelang es den Unionstruppen, das Fort einzunehmen und den Widerstand zu überwinden. Die Küstenstadt Savannah ergab sich kampflos.
Sherman übermittelte den Sieg in einem Weihnachtstelegramm an Präsident Lincoln. Hierin bat er ihn, „als Weihnachtsgeschenk die Stadt Savannah, 150 Kanonen sowie 25.000 Ballen Baumwolle anzunehmen“.

## Folgen
Der Feldzug hatte schwerwiegende Folgen für die Konföderierten und einen direkten Einfluss auf den weiteren Verlauf des Krieges. Sherman und seine Truppen verwüsteten auf ihrem Marsch eine große Anzahl von Eisenbahnlinien, Straßen, Brücken und andere wichtige Infrastruktur. Der Marsch verursachte darüber hinaus erhebliche wirtschaftliche Schäden in den betroffenen Gebieten. Sherman hatte den Befehl gegeben, die Ressourcen der Konföderation zu zerstören oder zu konfiszieren, um die Kriegsanstrengungen zu schwächen. Dies führte zur Plünderung von Plantagen, zur Vernichtung von Vorräten und zur Verbrennung von Fabriken, Lagern und Getreidespeichern. In der Konföderation löste der Feldzug eine schwerwiegende Demoralisierung aus. Die Zerstörung ihrer Infrastruktur und ihrer wirtschaftlichen Ressourcen schwächte ihre Fähigkeit, den Krieg zu führen. Viele Konföderierte verloren den Glauben an den Sieg und die Unterstützung für den Krieg sank. Shermans Marsch zum Meer hatte auch politische Auswirkungen. Die Unionstruppen demonstrierten ihre Stärke und Effektivität, was die Unterstützung für Präsident Abraham Lincoln und die Union in den Nordstaaten stärkte. Dies ebnete den Weg für den endgültigen Sieg der Union im Bürgerkrieg.

## Etymologie
Der Ausdruck Shermans Marsch zum Meer (engl. „Sherman's March to the Sea“) entstammt einem Gedicht des Soldaten S. H. M. Byers, welches er als Kriegsgefangener im Camp Sorghum verfasste. Noch im Gefängnis wurde das Gedicht vertont und verbreitete sich schnell.

### Literarisch-belletristische Rezeption
- E. L. Doctorow: The March, Roman 2005, deutsch: Der Marsch (übersetzt von Angela Praesent), Kiepenheuer und Witsch, Köln 2007, ISBN 978-3-462-03917-7.